# Filozofija egzistencije
Filozofija egzistencije je skupni naziv za niz filozofskih pravaca kojima je zajedničko slaganje u tome da pod egzistencijom shvaćaju način ljudskog postojanja, a ne postojanja nečega uopće, te teza da postojanje (egzistencija) prethodi biti, odnosno esenciji. Egzistencijalna je filozofija reakcija na dotada dominantnu filozofiju bîti (naročito onu u hegelijanskoj tradiciji). 

## Osnovne značajke
U središtu zanimanja egzistencijalne filozofije nalazi se: čovjek, pojedinac, njegova sloboda, njegovo samoostvarenje.
Ocem egzistencijalne filozofije smatra se danski filozof 19. stoljeća Søren Kierkegaard. Daljnji su poticaji došli od Nietzschea, Bergsona, Diltheya, Husserla, Schelera.

### Apsurd
Pojam absurda/apsurda sadrži sljedeću ideju: da ne postoji značenje izvan onoga čemu mi dajemo smisla. Ovu besmisao također obuhvaća amoralnost i "nepravednost" svijeta u kojemu živimo. Ovo je u suprotnosti sa stavom da se "dobrim ljudima ne događaju loše stvari"; jer u svijetu, metaforički govoreći, ne postoje "dobre" ili loše osobe; što god se događa proizlazi iz slučajnosti, tj. može se dogoditi i "dobroj" i "lošoj" osobi. 
Zbog apsurdnosti svijeta, u bilo kojem trenutku na vremenskoj liniji, neki događaj može zadesiti bilo koju osobu, koju će to kroz tragični događaj dovesti u direktan dodir s apsurdom.

## Elementi egzistencijalističkih pogleda
Dva elementa koja definiraju egzistencijalističke poglede jesu:
- briga za postojanje, tj. osoba u ljudskom stanju
- naglasak na značajnost pojedinca.

Egzistencijalizam naglašava još nekoliko pojmova, poput slobode, zatim sloboda podrazumijeva odgovornost i ističe brigu za smrt, jer je svaki pojedinac jedinstven i potpuno nezamjenjiv

### Književnost
U duhu egzistencijalne filozofije (preciznije, egzistencijalizma) napisana su brojna i važna književna djela, primjerice roman argentinskog pisca Ernesta Sábata O junacima i grobovima. Kao pisci književnih djela su se okušali i sami filozofi egzistencijalizma poput Sartrea i Camusja što je reazultiralo novim književnim remek-djelima kao što su Mučnina i Stranac.

## Predstavnici
- Filozofija egzistencije
  - Karl Jaspers
  - Martin Heidegger

- Egzistencijalizam
  - Jean-Paul Sartre
  - Albert Camus